# 14003 Waynegilmore
A 14003 Waynegilmore (ideiglenes jelöléssel (14003) 1993 OO4) a Naprendszer kisbolygóövében található aszteroida. Eric Walter Elst fedezte fel 1993. július 20-án.

## Kapcsolódó szócikk
- Kisbolygók listája (14001–14500)